# Корбалан, Саломон
Саломон Корбала́н Гонсалес (исп. Salomón Corbalán González; 19 апреля 1925, Виктория — 11 марта 1967, Сан-Фернандо) — чилийский инженер-химик и политический деятель, член Социалистической партии (СПЧ). В 1953—1957 годах депутат, а в 1961—1967 — сенатор Национального конгресса.

## Биография
Сын Саломона Корбалана и Фелисии Гонсалес Кастильо. Он учился в Liceo de Traiguén, а затем поступил в Университет Консепсьона, где получил диплом инженера-химика. Он женился на Марии Элене Каррера, от которой у него было трое детей: Патрисио, Алехандра и Андрес Фелипе.
С 1949 по 1958 год он был профессором Университета Консепсьона. В 1957 году он стал генеральным директором Корпорации развития производства.
В 1945 году он занялся политикой в составе Федерации социалистической молодёжи Чили. Избирался председателем Федерации студентов Консепсьона. В 1947 году стал членом Социалистической партии Чили. Его взлёт в политике как был студенческого вожака вывел его в лидеры чилийского социалистического движения.
После конфликта в центральном руководстве СПЧ в 1951 году вошёл в Народно-социалистическую партию, отколовшуюся в 1948 году от Социалистической партии. В 1953 году он был избран депутатом 17-го созыва от Томе, Консепсьона, Талькауано, Юмбеля и Коронеля. На парламентских выборах 1957 года он не был переизбран.

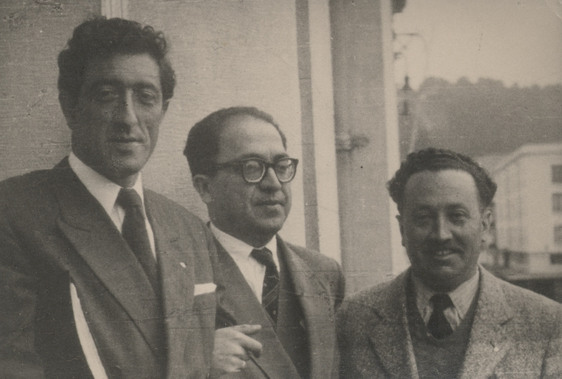
Корбалан (в центре) с Гало Гомесом Оярсуном (слева на фото).

В том же году принимал участие в работе объединительного съезда Социалистической и Народно-социалистической партий. После воссоединения партий он был избран членом ЦК объединённой Социалистической партии Чили и её генеральным секретарем. Переизбравшись в 1959 году, занимал эту должность с 1957 по 1961 год. Он руководил президентскими избирательными кампаниями Сальвадора Альенде в 1958 и 1964 годах, будучи одним из главных лидеров Фронта народного действия.
В 1961 году он был избран сенатором 5-го созыва от О'Хиггинса и Кольчагуа. Участвовал в работе Комиссии народного образования.
Саломон Корвалан объявлял себя приверженцем марксистско-ленинской философии, но заявлял, что эта идеология должна допускать различные интерпретации, особенно в её политическом применении. Он критиковал политический режим в Советском Союзе и провозгласил себя сторонником югославской модели самоуправляемого социализма.
Он погиб в городе Сан-Фернандо 11 марта 1967 года в автокатастрофе. Для заполнения его квоты в парламенте были созваны дополнительные выборы, на которых победила его жена.